# Odozana unica
Odozana unica är en fjärilsart som beskrevs av William Schaus 1905. Odozana unica ingår i släktet Odozana och familjen björnspinnare. Inga underarter finns listade i Catalogue of Life.